# NGC 2500
NGC 2500 ist eine spiralförmige Zwerggalaxie mit ausgedehnten Sternentstehungsgebieten vom Hubble-Typ SBcd im Sternbild Luchs am Nordsternhimmel. Sie ist schätzungsweise 24 Millionen Lichtjahre von der Milchstraße entfernt und hat einen Durchmesser von etwa 20.000 Lj.
Gemeinsam mit NGC 2541, NGC 2537, NGC 2552 und NGC 2841 bildet sie die NGC-2841-Galaxiengruppe.
Das Objekt wurde am 19. Januar 1788 von dem Astronomen Wilhelm Herschel mit einem 48-cm-Teleskop entdeckt.